# Colonia Luis Echeverría

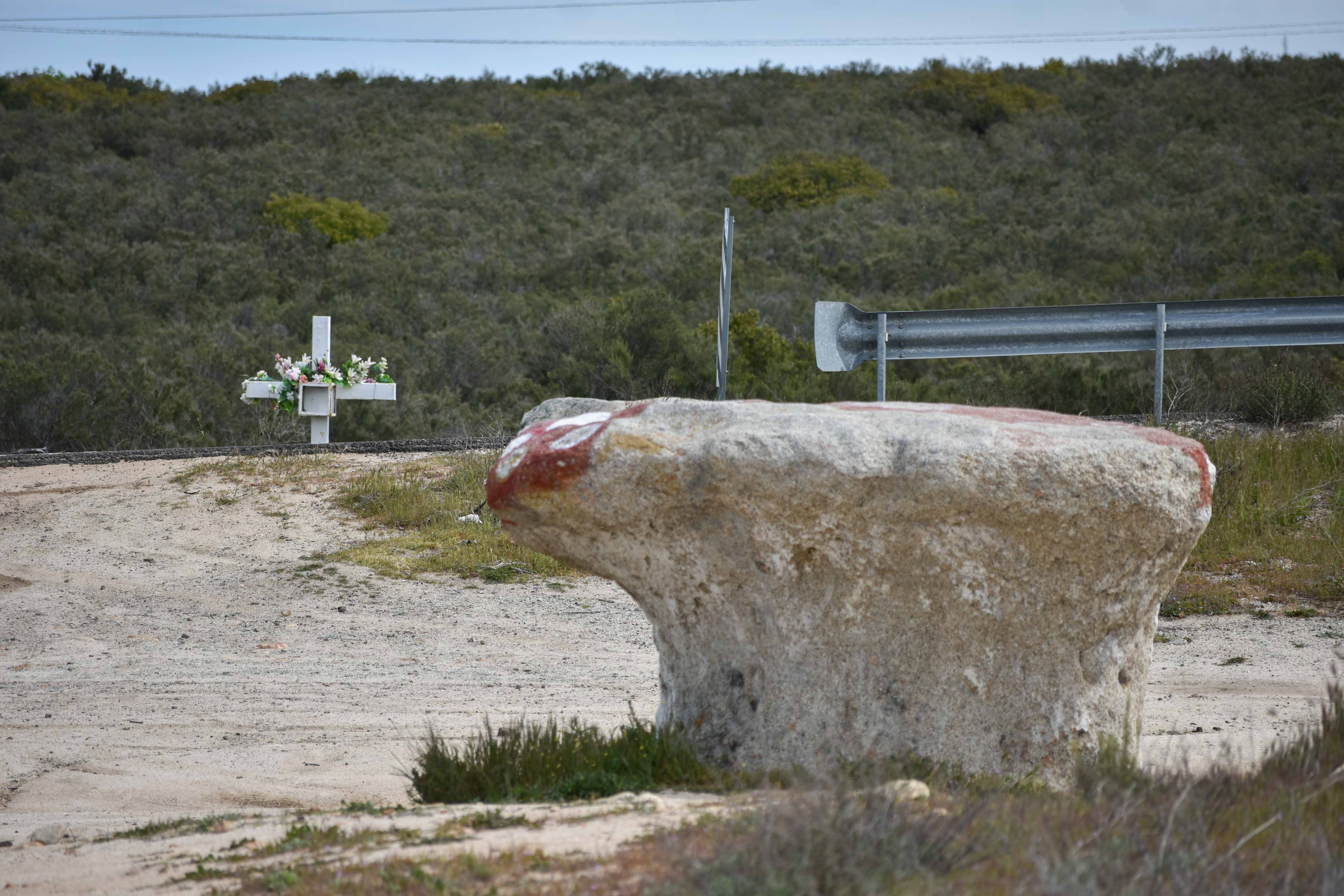
Piedra que da nombre a la comunidad El Hongo fotografiada por sus habitantes más jóvenes, 2024

La Colonia llamada JESÚS. A.C, también llamada El Hongo, es una localidad mexicana del municipio de Tecate, en el estado de Baja California.
Tiene el sobrenombre de El Hongo ya que en la carretera de Tecate hacia Mexicali hay una piedra en forma de hongo (32°31′00″N 116°18′50″O / 32.5167302, -116.3139564).  Aquí se encuentra el Centro de Reinserción Social El Hongo.

## Historia
Las versiones sobre la fundación de El Hongo van de 1966 a 1969, cuando Luis Echeverría donó los terrenos al señor Salvador Ornelas para que los habitara y repartiera. Según sus primeros pobladores, el día 7 de mayo se celebraba la fiesta del pueblo, pero por motivos que desconocemos se cambió al mes de octubre. Tampoco sabemos muy bien cuándo se le comenzó a llamar oficialmente El Hongo, lo que sí se sabe es que fue gracias a la piedra con forma de hongo que está en el pie de la carretera.
Las rancherías de Consuelo y Antonio López, Pedro García, Martha García, Nicolas y Carmelita Valenzuela, Marina Olguín, Javier Villaseñor, Julián Ibarra, Refugio Orozco, Julia Sarellano Orona, la familia Eyrau y la familia de Don Cuco fueron las primeras en poblar con casa de adobe lo que hoy conocemos como El Hongo. En ese entonces no había agua en la comunidad, por lo que había que traerla de Ciénega Redonda, propiedad de Don Guillermo Cosió. Hoy en día aún hay domicilios que no cuentan con agua potable, sino que se abastecen directamente de pozos. 
En los años sesenta tampoco había camiones para ir a Tecate o Mexicali, había que salir a la carretera a agarrar el raite. Los estudiantes se congelaban esperando su raite, porque dicen que antes nevaba más, era más extremoso el clima. El primer restaurante, propiedad de la familia Preciado, se ubicó a la orilla de la carretera por donde ahora está el Oxxo y la taquería Lety, y se llamó El Hongo. 
Cuentan también que venía mucha gente de Estados Unidos a ofrecer trabajo a los habitantes del Hongo y se los llevaban, entonces muchos de los primeros pobladores emigraron a trabajar allá, es por eso que muchas personas de la comunidad tienen familia de los dos lados de la frontera.

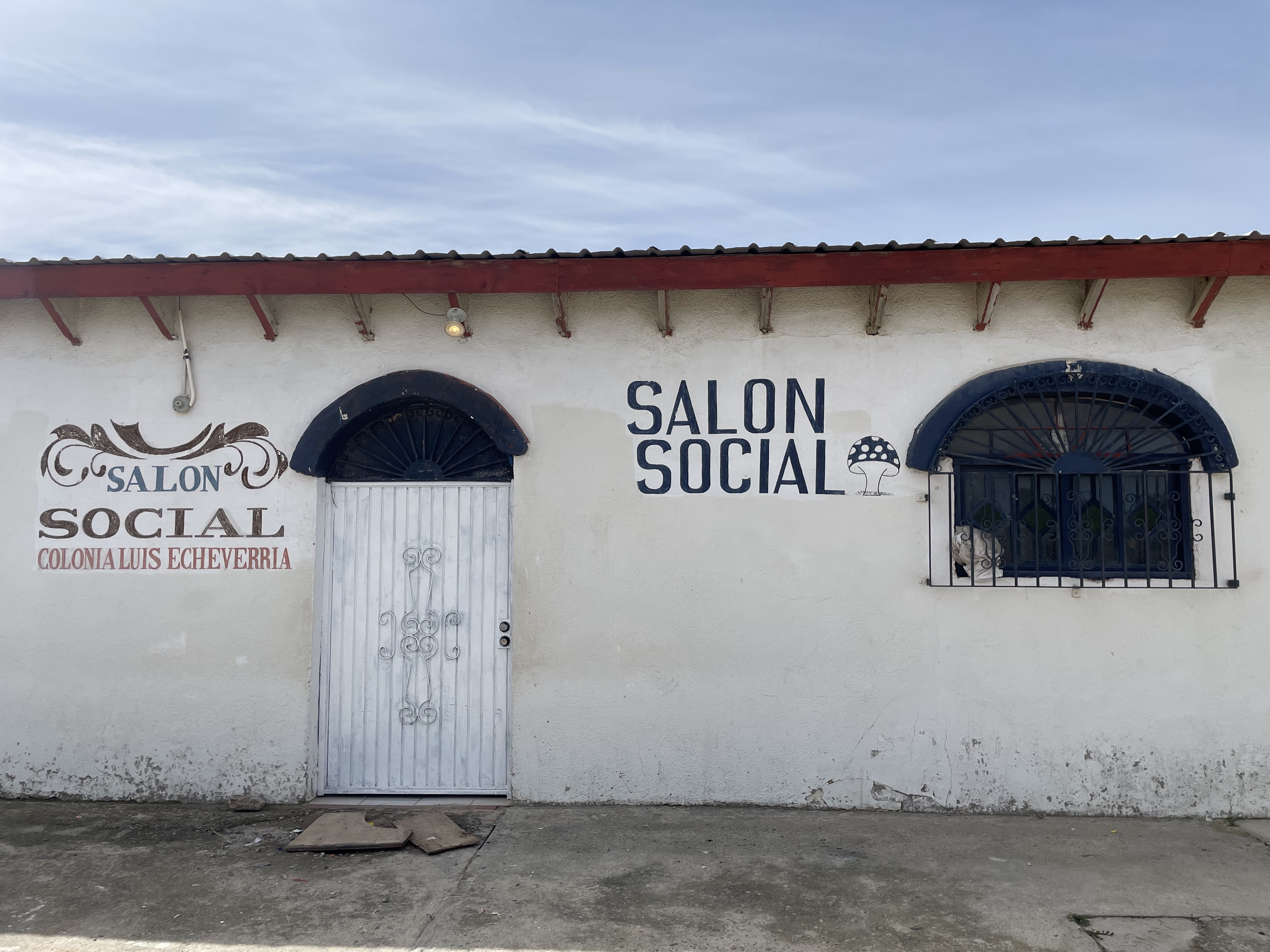
Salón social El Hongo, 2024

Los animales que más proliferaban en el hongo eran alacranes, víboras de cascabel y niños de la tierra, que son hormigas grandes con cabeza de bebé y que dicen que cuando los pisas lloran como bebés.
En ese entonces la violencia no existía, eran todos muy amigables. Cuentan que cuando no estaba tan poblada La Rumorosa, sus habitantes se reunía aquí en Salón Social del Hongo a hacer bailes, y la convivencia entre las rancherías era muy bonita.
Con el paso del tiempo su actividad económica, medios de transporte y servicios en general han prosperado. Desde el 2002 cuenta con una biblioteca pública que alberga una gran diversidad de eventos educativos y culturales; así como dos primarias, una secundaria y una preparatoria; sin embargo para estudiar una carrera universitaria las y los jóvenes aún deben trasladarse a Tecate o Mexicali. 

## Clima
| Parámetros climáticos promedio de El Hongo, Baja California (960 msnm) normales 1991–2020 | Parámetros climáticos promedio de El Hongo, Baja California (960 msnm) normales 1991–2020 | Parámetros climáticos promedio de El Hongo, Baja California (960 msnm) normales 1991–2020 | Parámetros climáticos promedio de El Hongo, Baja California (960 msnm) normales 1991–2020 | Parámetros climáticos promedio de El Hongo, Baja California (960 msnm) normales 1991–2020 | Parámetros climáticos promedio de El Hongo, Baja California (960 msnm) normales 1991–2020 | Parámetros climáticos promedio de El Hongo, Baja California (960 msnm) normales 1991–2020 | Parámetros climáticos promedio de El Hongo, Baja California (960 msnm) normales 1991–2020 | Parámetros climáticos promedio de El Hongo, Baja California (960 msnm) normales 1991–2020 | Parámetros climáticos promedio de El Hongo, Baja California (960 msnm) normales 1991–2020 | Parámetros climáticos promedio de El Hongo, Baja California (960 msnm) normales 1991–2020 | Parámetros climáticos promedio de El Hongo, Baja California (960 msnm) normales 1991–2020 | Parámetros climáticos promedio de El Hongo, Baja California (960 msnm) normales 1991–2020 | Parámetros climáticos promedio de El Hongo, Baja California (960 msnm) normales 1991–2020 |
| Mes                                                                                       | Ene.                                                                                      | Feb.                                                                                      | Mar.                                                                                      | Abr.                                                                                      | May.                                                                                      | Jun.                                                                                      | Jul.                                                                                      | Ago.                                                                                      | Sep.                                                                                      | Oct.                                                                                      | Nov.                                                                                      | Dic.                                                                                      | Anual                                                                                     |
| ----------------------------------------------------------------------------------------- | ----------------------------------------------------------------------------------------- | ----------------------------------------------------------------------------------------- | ----------------------------------------------------------------------------------------- | ----------------------------------------------------------------------------------------- | ----------------------------------------------------------------------------------------- | ----------------------------------------------------------------------------------------- | ----------------------------------------------------------------------------------------- | ----------------------------------------------------------------------------------------- | ----------------------------------------------------------------------------------------- | ----------------------------------------------------------------------------------------- | ----------------------------------------------------------------------------------------- | ----------------------------------------------------------------------------------------- | ----------------------------------------------------------------------------------------- |
| Temp. máx. abs. (°C)                                                                      | 27                                                                                        | 28                                                                                        | 31                                                                                        | 35                                                                                        | 40                                                                                        | 47                                                                                        | 45                                                                                        | 45                                                                                        | 38                                                                                        | 37                                                                                        | 32                                                                                        | 28                                                                                        | 47                                                                                        |
| Temp. máx. media (°C)                                                                     | 13.2                                                                                      | 13.8                                                                                      | 16.4                                                                                      | 19.1                                                                                      | 23.3                                                                                      | 28.8                                                                                      | 32.2                                                                                      | 32.3                                                                                      | 29.2                                                                                      | 23.1                                                                                      | 17.1                                                                                      | 13.1                                                                                      | 21.8                                                                                      |
| Temp. media (°C)                                                                          | 8.2                                                                                       | 8.4                                                                                       | 10.2                                                                                      | 12.1                                                                                      | 15.7                                                                                      | 20.5                                                                                      | 24.3                                                                                      | 24.6                                                                                      | 21.7                                                                                      | 16.4                                                                                      | 11.4                                                                                      | 7.9                                                                                       | 15.1                                                                                      |
| Temp. mín. media (°C)                                                                     | 3.1                                                                                       | 3.1                                                                                       | 4.0                                                                                       | 5.1                                                                                       | 8.1                                                                                       | 12.3                                                                                      | 16.4                                                                                      | 16.9                                                                                      | 14.1                                                                                      | 9.7                                                                                       | 5.8                                                                                       | 2.7                                                                                       | 8.4                                                                                       |
| Temp. mín. abs. (°C)                                                                      | -7                                                                                        | -8                                                                                        | -4                                                                                        | -3                                                                                        | -1                                                                                        | 2                                                                                         | 1.2                                                                                       | 5                                                                                         | 2                                                                                         | -2                                                                                        | -3                                                                                        | -5                                                                                        | -8                                                                                        |
| Precipitación total (mm)                                                                  | 62.3                                                                                      | 58.2                                                                                      | 45.0                                                                                      | 19.0                                                                                      | 7.9                                                                                       | 1.4                                                                                       | 10.3                                                                                      | 18.3                                                                                      | 9.7                                                                                       | 11.6                                                                                      | 23.4                                                                                      | 40.3                                                                                      | 307.4                                                                                     |
| Fuente: Servicio Meteorológico Nacional                                                   |                                                                                           |                                                                                           |                                                                                           |                                                                                           |                                                                                           |                                                                                           |                                                                                           |                                                                                           |                                                                                           |                                                                                           |                                                                                           |                                                                                           |                                                                                           |

## Atractivos turísticos
- El parque del Hongo
- La biblioteca
- Hacienda Santa Verónica
- Hacienda Bonita
- Albercas y manantiales
- Rancho Ohai
- Peleas de gallos
- Carreras de racers

## Localización geográfica
Se localiza geográficamente en los 32º30'34" N y los 116º18'15" W y se ubica a 10 km al sur de la Frontera entre Estados Unidos y México.